# SCUBA

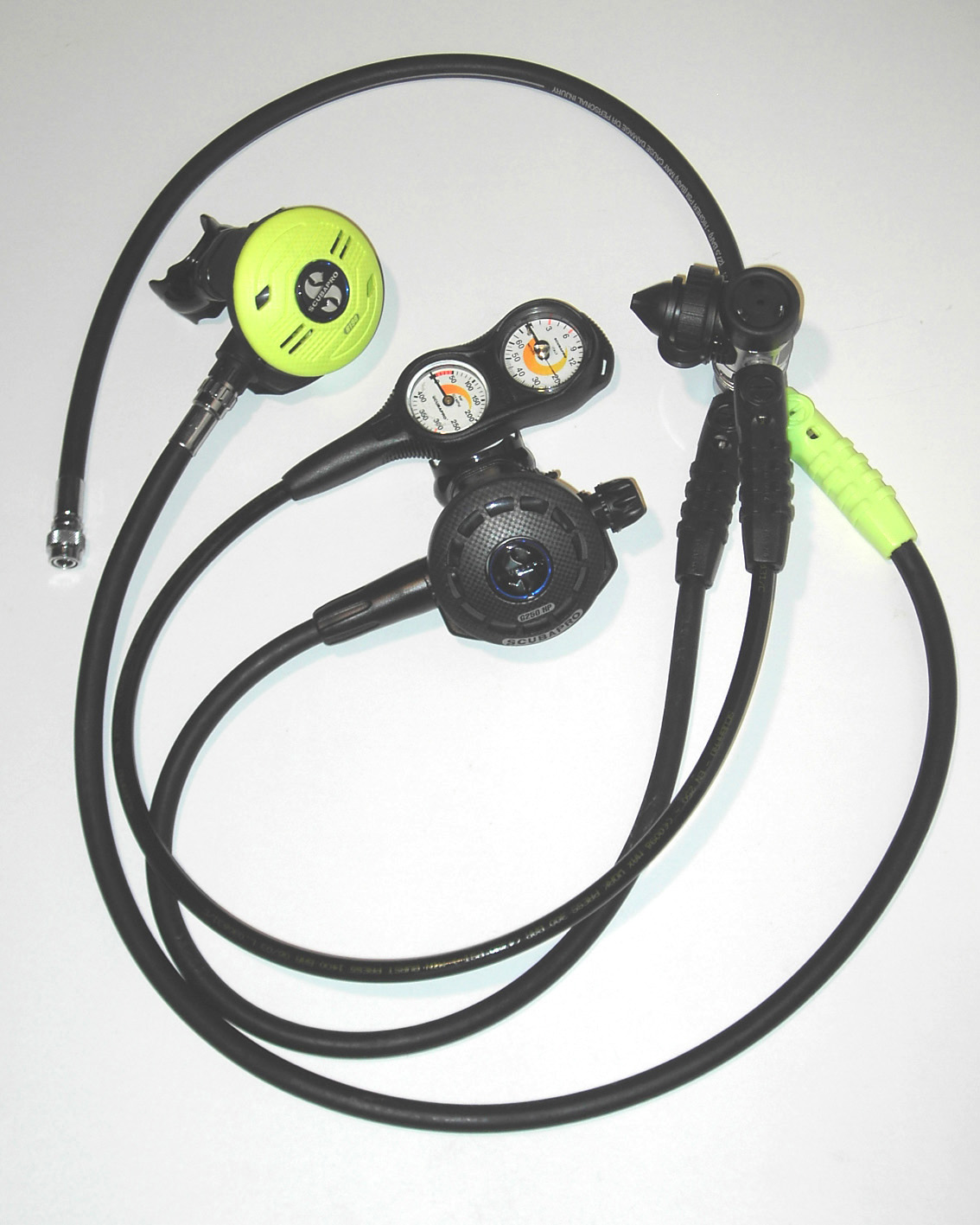
SCUBA

SCUBA (Self Contained Underwater Breathing Apparatus) é o termo internacional para um dispositivo de ar comprimido usado por mergulhadores profissionais e recreativos.

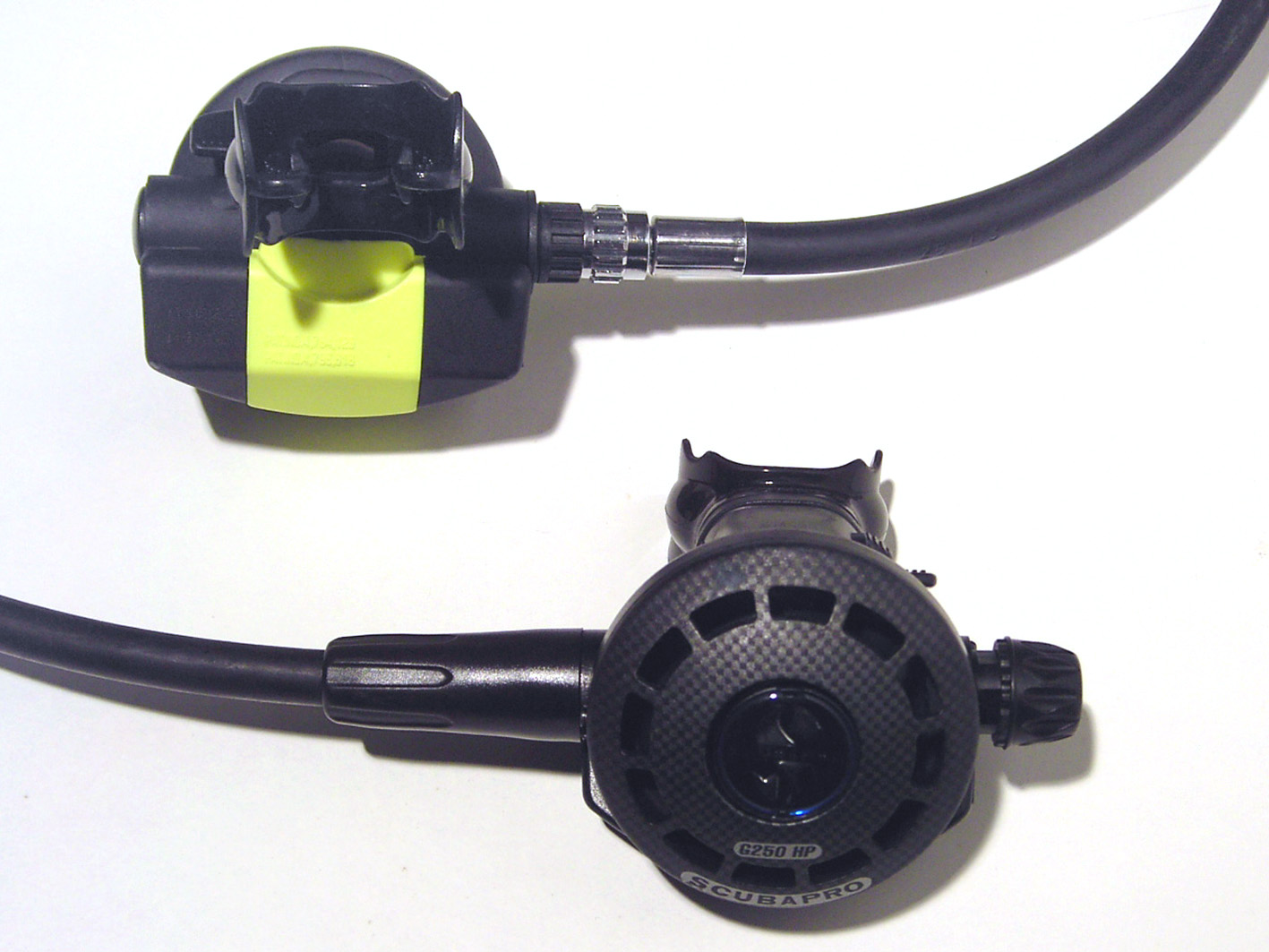
Close no regulador e octopus

Os registos dos primeiros mergulhos datam de tempos antigos (3000 a.C.). Os primeiros equipamentos eram enormes, dependentes de um fornecimento de ar na superfície, restringindo a mobilidade do mergulhador. A invenção da unidade SCUBA, aparelho de respiração aquático independente, trouxe mobilidade aos mergulhadores, permitindo a respiração com ar comprimido por longos períodos de tempo. Em 1943, Jacques-Yves Cousteau e Émile Gagnan desenvolveram o AquaLung, um regulador de mangueira dupla que era conectado à garrafa de ar comprimido.